# Кейн Годдер
Кейн Годдер (англ. Kane Hodder; нар. 8 квітня 1955, Оберн, штат Каліфорнія) — американський актор і каскадер, найбільш відомий за роллю маніяка Джейсона Вурхиза із серії фільмів «П'ятниця, 13-те».

## Фільмографія
- 1987 — «В'язниця»
- 2006 — «Кімната №6»